# Lo (Belgie)
Lo je město, součást obce Lo-Reninge, v provincii Západní Flandry v Belgii. Ve městě se nachází strom Caesarsboom, údajně více než 2000 let starý. Tento starobylý tis evropský je národním památným stromem Belgie.

## Historie
Ve městě se nachází novorenesanční Stará radnice se zvonicí. Je zapsána na Seznam světového dědictví UNESCO pod názvem Zvonice v Belgii a Francii.

## Obyvatelstvo
V roce 2002 ve městě žilo 1 173 obyvatel na ploše 15,69 km².

## Hospodářství
Ve městě sídlí potravinářská společnost Jules Destrooper.